# Huur
Huur is het gebruik van goederen die aan een ander toebehoren in ruil voor een vergoeding. Het betaalde bedrag wordt eveneens huur genoemd.
Worden goederen van een ander om niet (zonder vergoeding) gebruikt, dan spreekt men van lenen.
Geld kan ook gehuurd worden, maar dat wordt nooit zo genoemd.
Bij geld spreekt men steeds van lenen, ongeacht of er een vergoeding (rente) wordt betaald of niet.
Een huurovereenkomst kan voor onbepaalde tijd zijn, bijvoorbeeld bij huur van een huis, of voor enkele uren of dagen, bijvoorbeeld bij huur van een fiets of auto.
Het bekendste object wat permanent gehuurd wordt is een huis of een bedrijfspand: veel mensen wonen of werken in een gehuurd gebouw. De voordelen van huren zijn voor de huurder onder andere het niet hoeven betalen van het grote bedrag voor de aanschaf, en dat de verhuurder zorgt voor onderhoud van het pand.
Andere goederen die permanent gehuurd worden zijn telefoonapparatuur (vanouds), kabelontvangers, elektra- en gasmeters. Deze artikelen zijn vaak nieuw (of in nieuwstaat), wat van een gehuurd huis niet gezegd kan worden. Wordt het abonnement opgezegd, dan doet de verhuurder vaak geen moeite om de gehuurde artikelen terug te halen.
Ook voertuigen worden vaak gehuurd, hier moet vaak een waarborg of onderpand voor betaald worden. Dit is om ervoor te zorgen dat de gehuurde goederen inderdaad terugkomen en eventuele beschadigingen mee te kunnen bekostigen. Het huren van voertuigen voor bedrijfsdoeleinden wordt ook vaak leasen genoemd, het verschil tussen huren en leasen heeft met de belasting te maken.

## België
In België maakt het burgerlijk wetboek in hoofdorde slechts een onderscheid tussen twee soorten huur: huur van werk (dat is een aannemingsovereenkomst) en huur van goederen (dat is een contract waarbij de ene partij zich verbindt om de andere het genot van een zaak te doen hebben gedurende een zekere tijd, en tegen betaling van een bepaalde huurprijs).
Huur van goederen wordt opgesplitst in
- huur van roerende goederen (bijvoorbeeld auto's, werktuigen) en
- huur van onroerende goederen (gronden en gebouwen).

Huur van onroerende goederen wordt op zijn beurt opgedeeld in:
- gemene huur van onroerend goed: bijvoorbeeld huur van een autostaanplaats, van een vakantieverblijf, van een industriegebouw, van een voetbalveld, van een weide (indien de huurder geen pachter is).
- woninghuur: huur van een onroerend goed (huis of appartement) dat door de huurder als hoofdverblijfplaats wordt gebruikt.
- handelshuur: huur van een onroerend goed waarin de huurder een kleinhandel uitbaat, en waar hij met zijn cliënteel in contact komt.
- landpacht: huur van hoevegebouwen, landbouwgronden of plantages die door de huurder hoofdzakelijk gebruikt worden in zijn landbouwbedrijf, met uitsluiting van de bosbouw. Onder "landbouwbedrijf" wordt verstaan, de bedrijfsmatige exploitatie van onroerende goederen met het oog op het voortbrengen van landbouwproducten die in hoofdzaak bestemd zijn voor de verkoop.

Elke van deze soorten huur heeft in het burgerlijk wetboek zijn eigen rechtsregels.
Alle procedures over huur van onroerende goederen (bijvoorbeeld vordering tot huurontbinding, betaling van niet-betaalde huur, uithuiszetting enzovoort) komen voor de vrederechter, ongeacht het bedrag van de vordering.
Naast de gewone private huurmarkt kent België/Vlaanderen de sector van de sociale huisvestingsmaatschappijen die betaalbare huurwoningen ter beschikking stelt van minder begoede personen aan tarieven gebaseerd op het maandinkomen. Daarnaast is er het marktsegment van de sociale verhuurkantoren waarbij een sociaal verhuurkantoor in samenwerking met privé-verhuurders de eigendommen van deze laatste aanbiedt, onderverhuurt aan kansarmen.